# Ігрова комісія штату Міссурі
Ігрова комісія штату Міссурі (Missouri Gaming Commission або MGC) регулює казино на річкових човнах, благодійне бінго та змагання з фентезі-спорту в Міссурі. Штаб-квартира знаходиться в місті Джефферсон-Сіті.
Ігрова комісія штату Міссурі була створена 1993 року для регулювання екскурсійних азартних ігор. Роль Комісії полягає у забезпеченні законності ліцензованих ігрових операцій, а також у тому, щоб ігри проводилися чесно, відповідно до їхніх правил. Ігрова комісія контролюється п'ятьма уповноваженими, призначеними губернатором і затвердженими сенатом. Ігровою комісією Міссурі керує виконавчий директор.
У штаті Міссурі існує 13 ігрових казино на річкових човнах. У галузі працюють майже 10 тис. людей з річним фондом оплати праці 320 млн $.
Комісія з ігор в штаті Міссурі є підрозділом Департаменту громадської безпеки штату Міссурі.